# Charles LeMaire
Charles LeMaire, o Charles Le Maire, (Chicago, 22 aprile 1897 – Palm Springs, 8 giugno 1985), è stato un costumista statunitense.
Fu direttore del reparto guardaroba alla Twentieth Century Fox dal 1943 al 1959 all'epoca degli anni più fiammeggianti dei musical in technicolor.

## Biografia
Cominciò la sua carriera nel vaudeville. Debuttò nel 1918 a Broadway come arredatore. Dal 1919 al 1939, si dedicò ai costumi, principalmente per commedie o riviste musicali. Lavorò a più riprese, dal 1922 in poi, per le Ziegfeld Follies. Nel 1925 fece il suo primo lavoro per il cinema, nel film The Heart of a Siren di Phil Rosen, dove disegnò i costumi anche per la diva Barbara La Marr.
Dopo un periodo di assenza dal cinema, vi ritornò negli anni trenta, lavorando regolarmente per la Fox, dove sovente collaborava con Travilla, Edward Stevenson e René Hubert. Firmò più di trecento film, come costumista o guardaroba, spaziando nei generi: dal peplum alla commedia, dalla guerra al dramma, dal western al poliziesco. Lavorò anche in televisione. LeMaire si specializzò nei film girati da Betty Grable. Anche Marilyn Monroe indossò in molti dei suoi film abiti di LeMaire. Quando, nel 1959, il designer lasciò lo studio, tornò a lavorare come free lance.

## Riconoscimenti
Candidato numerose volte agli Oscar, vinse l'ambita statuetta tre volte: nel 1951 insieme a Edith Head per il film Eva contro Eva; nel 1954, insieme a Emile Santiago per La tunica; nel 1956 per L'amore è una cosa meravigliosa.

## Spettacoli teatrali (parziale)
- Atta Boy, regia di Edward H. Griffith (1926)
- Elsie Janis and Her Gang
- Tickle Me
- Broadway Brevities of 1920
- Elsie Janis and Her Gang (1922)
- The Rose of Stamboul di Leo Fall e Sigmund Romberg (Broadway, 7 marzo 1922)
- Ziegfeld Follies of 1922 (Broadway, 5 giugno 1922 - 23 giugno 1923)
- Daffy Dill
- Little Nellie Kelly
- Wildflower
- Ziegfeld Follies of 1923 (Summer Edition)
- Poppy
- Sharlee
- Mary Jane McKane
- Vogues of 1924
- Sitting Pretty
- Peg-O'-My-Dreams
- Ziegfeld Follies of 1924
- Marjorie
- The Passing Show of 1924
- The Grab Bag
- The Magnolia Lady
- Tell Me More
- Earl Carroll's Vanities (1925)
- Merry, Merry
- The Cocoanuts (Broadway, 8 dicembre 1925)
- Sweetheart Time
- Twinkle, Twinkle
- Betsy
- Rufus LeMaire's Affairs
- The Cocoanuts (revival) (Broadway, 16 maggio 1927)
- Africana [1927]
- My Princess
- The Five O'Clock Girl
- The Love Call
- Take the Air
- Lovely Lady
- Rain or Shine
- George White's Scandals (1928)
- The New Moon
- Three Cheers
- Hello Yourself!!!!
- Rainbow
- Hello, Daddy
- Fioretta
- Ziegfeld Midnight Frolic (1929)
- Sweet Adeline
- George White's Scandals (1929)
- Sons O' Guns
- Strike Up the Band
- Ripples
- Flying High
- Earl Carroll's Vanities (1930)
- Luana
- Fine and Dandy
- Princess Charming
- The New Yorkers (Broadway, 8 dicembre 1930)
- Ballyhoo of 1930
- America's Sweetheart
- Shoot the Works
- Earl Carroll's Vanities (1931)
- George White's Scandals (1931)
- East Wind
- Of Thee I Sing
- Hot-Cha!
- George White's Music Hall Varieties (1932)
- Take a Chance
- George White's Music Hall Varieties (1932)
- Melody
- Strike Me Pink
- Of Thee I Sing
- Ziegfeld Follies of 1934 (Broadway, 4 gennaio 1934)
- Say When
- George White's Scandals (1936)
- You Never Know
- George White's Scandals (1939)

## Filmografia (parziale)

### 1925/1941
- The Heart of a Siren, regia di Phil Rosen - costumista (1925)
- Take a Chanche, regia di Monte Brice e Laurence Schwab - costumista (1933)
- Il paradiso delle stelle (George White's Scandals), regia di Thornton Freeland, Harry Lachman, George White - costumista (1934)
- George White's 1935 Scandals, regia di George White e, non accreditati Harry Lachman e James Tinling- costumista (1935)
- Uomini nella sua vita (The Men in Her Life), regia di Gregory Ratoff - costumista (1941)

### 1946
- Strange Triangle, regia di Ray McCarey - costumista (1946)
- Il filo del rasoio (The Razor's Edge), regia di Edmund Goulding - direttore del guardaroba (1946)

### 1947
- Boomerang, l'arma che uccide (Boomerang!), regia di Elia Kazan (1947)
- Splendida incertezza (The Homestretch), regia di H. Bruce Humberstone (1947)
- Il fantasma e la signora Muir (The Ghost and Mrs. Muir), regia di Joseph L. Mankiewicz - direttore guardaroba (1947)
- Rose tragiche (Moss Rose), regia di Gregory Ratoff (1947)
- Il miracolo della 34ª strada (Miracle on 34th Street), regia di George Seaton (1947)
- Tuono nella valle (Thunder in the Valley), regia di Louis King - costumista (1947)
- E ora chi bacerà (I Wonder Who's Kissing Her Now), regia di Lloyd Bacon - costumista (1947)
- Il bacio della morte (Kiss of Death), regia di Henry Hathaway (1947)
- Come nacque il nostro amore (Mother Wore Tights), regia di Walter Lang (1947)
- La superba creola (The Foxes of Harrow), regia di John M. Stahl - direttore guardaroba (1947)
- La fiera delle illusioni (Nightmare Alley), regia di Edmund Goulding (1947)
- Ambra (Forever Amber), regia di Otto Preminger e, non accreditato, John M. Stahl - direttore guardaroba (1947)
- Barriera invisibile (Gentleman's Agreement), regia di Elia Kazan (1947)
- L'amante immortale (Daisy Kenyon), regia di Otto Preminger (1947)
- Il capitano di Castiglia (Captain from Castile), regia di Henry King - costumista (1947)

### 1948
- You Were Meant for Me, regia di Lloyd Bacon (1948)
- Chiamate Nord 777 (Call Northside 777), regia di Henry Hathaway (1948)
- Scudda Hoo! Scudda Hay!, regia di F. Hugh Herbert (1948)
- Governante rubacuori (Sitting Pretty), regia di Walter Lang (1948)
- L'assalto (Fury at Furnace Creek), regia di H. Bruce Humberstone - direttore guardaroba (1948)
- Il sipario di ferro (The Iron Curtain), regia di William A. Wellman (1948)
- I verdi pascoli del Wyoming (Green Grass of Wyoming), regia di Louis King (1948)
- Give My Regards to Broadway, regia di Lloyd Bacon (1948)
- Strada senza nome (The Street with No Name), regia di William Keighley (1948)
- Il figlio della tempesta (Deep Waters), regia di Henry King (1948)
- Le mura di Gerico (The Walls of Jericho), regia di John M. Stahl (1948)
- La signora in ermellino (That Lady in Ermine), regia di Ernst Lubitsch e (non accreditato) Otto Preminger - guardaroba (1948)
- L'isola del desiderio (The Luck of the Irish), regia di Henry Koster (1948)
- L'urlo della città (Cry of the City), regia di Robert Siodmak (1948)
- Amore sotto i tetti (Apartment for Peggy), regia di George Seaton - direttore guardaroba (1948)
- La fossa dei serpenti (The Snake Pit), regia di Anatole Litvak - direttore guardaroba (1948)
- I quattro rivali (Road House), regia di Jean Negulesco - direttore guardaroba (1948)
- Infedelmente tua (Unfaithfully Yours), regia di Preston Sturges (1948)
- When My Baby Smiles at Me, regia di Walter Lang (1948)
- Quel meraviglioso desiderio (That Wonderful Urge), regia di Robert B. Sinclair (1948)
- Cielo giallo (Yellow Sky), regia di William A. Wellman (1948)

### 1949
- Chicken Every Sunday, regia di George Seaton (1949)
- Lettera a tre mogli (A Letter to Three Wives), regia di Joseph L. Mankiewicz (1949)
- Naviganti coraggiosi (Down to the Sea in Ships), regia di Henry Hathaway - costumista (1949)
- L'adorabile intrusa (Mother Is a Freshman), regia di Lloyd Bacon (1949)
- Il ventaglio (The Fan), regia di Otto Preminger - costumista (1949)
- Il signor Belvedere va in collegio (Mr. Belvedere Goes to College), regia di Elliott Nugent (1949)
- L'indiavolata pistolera (The Beautiful Blonde from Bashful Bend), regia di Preston Sturges (1949)
- Quando torna primavera (It Happens Every Spring), regia di Lloyd Bacon (1949)
- Sono tua (You're My Everything), regia di Walter Lang (1949)
- Amaro destino (House of Strangers), regia di Joseph L. Mankiewicz (1949)
- Le due suore (Come to the Stable), regia di Henry Koster (1949)
- Sabbia (Sand), regia di Louis King (1949)
- Furia dei tropici (Slattery's Hurricane), regia di André De Toth (1949)
- I corsari della strada (Thieves' Highway), regia di Jules Dassin (1949)
- Pinky, la negra bianca (Pinky), regia di Elia Kazan e, non accreditato, John Ford (1949)
- Father Was a Fullback, regia di John M. Stahl - direttore guardaroba (1949)
- Se mia moglie lo sapesse (Everybody Does It), regia di Edmund Goulding (1949)
- Dora bambola bionda! (Oh, You Beautiful Doll), regia di John M. Stahl (1949)
- Il segreto di una donna (Whirlpool), regia di Otto Preminger - costumista (1949)
- Ho incontrato l'amore (Dancing in the Dark), regia di Irving Reis - direttore guardaroba (1949)

### 1950
- Bill sei grande! (When Willie Comes Marching Home), regia di John Ford - guardaroba (1950)
- ...e la vita continua (Three Came Home), regia di Jean Negulesco (1950)
- Una sposa insoddisfatta (Mother Didn't Tell Me), regia di Claude Binyon (1950)
- La sua donna (Under My Skin), regia di Jean Negulesco (1950)
- Dodici lo chiamano papà (Cheaper by the Dozen), regia di Walter Lang (1950)
- La figlia dello sceriffo (A Ticket to Tomahawk), regia di Richard Sale (1950)
- Romantico avventuriero (The Gunfighter), regia di Henry King (1950)
- Bandiera gialla (Panic in the Streets), regia di Elia Kazan (1950)
- Sui marciapiedi (Where the Sidewalk Ends), regia di Otto Preminger (1950)
- Una famiglia sottosopra (Stella), regia di Claude Binyon (1950)
- L'amante indiana (Broken Arrow), regia di Delmer Daves (1950)
- Uomo bianco tu vivrai! (No Way Out), regia di Joseph L. Mankiewicz (1950)
- L'imprendibile signor 880 (Mister 880), regia di Edmund Goulding (1950)
- Due bandiere all'ovest (Two Flags West), regia di Robert Wise (1950)
- Eva contro Eva (All About Eve), regia di Joseph L. Mankiewicz (1950)
- La fortuna si diverte (The Jackpot), regia di Walter Lang (1950)
- I guerriglieri delle Filippine (American Guerrilla in the Philippines), regia di Fritz Lang (1950)

### 1951
- Okinawa (Halls of Montezuma), regia di Lewis Milestone (1951)
- La penna rossa (The 13th letter), regia di Otto Preminger (1951)
- Butterfly americana (Call Me Mister), regia di Lloyd Bacon (1951)
- 14ª ora (Fourteen Hours), regia di Henry Hathaway (1951)
- L'uccello di Paradiso (Bird of Paradise), regia di Delmer Daves (1951)
- Follow the Sun, regia di Sidney Lanfield (1951)
- L'uomo dell'est (Rawhide), regia di Henry Hathaway (1951)
- La conquistatrice (I Can Get It for You Wholesale), regia di Michael Gordon (1951)
- Divertiamoci stanotte (On the Riviera), regia di Walter Lang (1951)
- Le rane del mare (The Frogmen), regia di Lloyd Bacon (1951)
- L'affascinante bugiardo (As Young as You Feel), regia di Harmon Jones (1951)
- Take Care of My Little Girl, regia di Jean Negulesco (1951)
- Il segreto del lago (The Secret of Convict Lake), regia di Michael Gordon (1951)
- Mr. Belvedere suona la campana (Mr. Belvedere Rings the Bell), regia di Henry Koster (1951)
- Davide e Betsabea (David and Bathsheba), regia di Henry King (1951)
- Aspettami stasera (Meet Me After the Show), regia di Richard Sale (1951)
- The Guy Who Came Back, regia di Joseph M. Newman (1951)
- La gente mormora (People Will Talk), regia di Joseph L. Mankiewicz (1951)
- Ultimatum alla Terra (The Day the Earth Stood Still), regia di Robert Wise (1951)
- Le memorie di un Don Giovanni (Love Nest), regia di Joseph Newman (1951)
- Rommel, la volpe del deserto (The Desert Fox: The Story of Rommel), regia di Henry Hathaway (1951)
- La regina dei pirati (Anne of the Indies), regia di Jacques Tourneur (1951)
- Un'avventura meravigliosa (Golden Girl), regia di Lloyd (1951)
- Mariti su misura (The Model and the Marriage Broker), regia di George Cukor (1951)
- I figli della gloria (Fixed Bayonets!), regia di Samuel Fuller (1951)

### 1952
- Telefonata a tre mogli (Phone Call from a Stranger), regia di Jean Negulesco (1952)
- Duello nella foresta (Red Skies of Montana), regia di Joseph M. Newman (1952)
- Viva Zapata!, regia di Elia Kazan (1952)
- Il figlio di Texas (Return of the Texan), regia di Delmer Daves (1952)
- Operazione Cicero (Five Fingers), regia di Joseph L. Mankiewicz (1952)
- L'ultima minaccia (Deadline - U.S.A.), regia di Richard Brooks (1952)
- The Pride of St. Louis, regia di Harmon Jones (1952)
- Ragazze alla finestra (Belles on Their Toes), regia di Henry Levin (1952)
- Down Among the Sheltering Palms, regia di Edmund Goulding
- I banditi di Poker Flat (The Outcasts of Poker Flat), regia di Joseph M. Newman (1952)
- Kangarù (Kangaroo), regia di Lewis Milestone (1952)
- La rivolta di Haiti (Lydia Bailey), regia di Jean Negulesco (1952)
- Corriere diplomatico (Diplomatic Courier), regia di Henry Hathaway (1952)
- Wait Till the Sun Shines, Nellie, regia di Henry King (1952)
- Matrimoni a sorpresa (We're Not Married!), regia di Edmund Goulding (1952)
- Prigionieri della palude (Lure of the Wilderness), regia di Jean Negulesco (1952)
- La tua bocca brucia (Don't Bother to Knock), regia di Roy Ward Baker (1952)
- Uomini alla ventura (What Price Glory), regia di John Ford (1952)
- Primo peccato (Dreamboat), regia di Claude Binyon (1952)
- La giostra umana (O. Henry's Full House), regia di Henry Koster, Henry Hathaway, Jean Negulesco, Howard Hawks, Henry King (1952)
- I miserabili (Les Miserables), regia di Lewis Milestone (1952)
- Il magnifico scherzo (Monkey Business), regia di Howard Hawks (1952)
- Le nevi del Chilimangiaro (The Snows of Kilimanjaro), regia di Henry King - direttore guardaroba (1952)
- Notte di perdizione (Night Without Sleep), regia di Roy Ward Baker (1952)
- L'eterna Eva (My Wife's Best Friend), regia di Richard Sale (1952)
- Something for the Birds, regia di Robert Wise (1952)
- Paradiso notturno (Bloodhounds of Broadway), regia di Harmon Jones (1952)
- L'ultima freccia (Pony Soldier), regia di Joseph M. Newman (1952)
- Squilli di primavera (Stars and Stripes Forever), regia di Henry Koster - guardaroba (1952)
- Mia cugina Rachele (My Cousin Rachel), regia di Henry Koster (1952)

### 1953
- The I Don't Care Girl, regia di Lloyd Bacon (1953)
- Taxi, regia di Gregory Ratoff - direttore guardaroba (1953)
- Niagara, regia di Henry Hathaway
- Parata di splendore (Tonight We Sing), regia di Mitchell Leisen (1953)
- La frusta d'argento (The Silver Whip), regia di Harmon Jones (1953)
- Il tesoro dei condor (Treasure of the Golden Condor), regia di Delmer Daves e, non accreditato, Otto Preminger (1953)
- Destinazione Mongolia (Destination Gobi), regia di Robert Wise
- Salto mortale (Man on a Tightrope), regia di Elia Kazan
- Titanic, regia di Jean Negulesco (1953)
- I topi del deserto (The Desert Rats), regia di Robert Wise (1953)
- La ragazza della porta accanto (The Girl Next Door), regia di Richard Sale
- Schiava e signora (The President's Lady), regia di Henry Levin - costumista (1953)
- Sangue sul fiume (Powder River), regia di Louis King (1953)
- The Farmer Takes a Wife, regia di Henry Levin (1953)
- The Kid from Left Field, regia di Harmon Jones (1953)
- Tempeste sul Congo (White Witch Doctor), regia di Henry Hathaway (1953)
- Gli uomini preferiscono le bionde (Gentlemen Prefer Blondes), regia di Howard Hawks (1953)
- Traversata pericolosa (Dangerous Crossing), regia di Joseph M. Newman (1953)
- Assassinio premeditato (A Blueprint for Murder), regia di Andrew L. Stone (1953)
- Inferno, regia di Roy Ward Baker (1953)
- Allegri esploratori (Mister Scoutmaster), regia di Henry Levin (1953)
- Hanno ucciso Vicki (Vicki), regia di Harry Horner (1953)
- La città dei fuorilegge (City of Bad Men), regia di Harmon Jones (1953)
- La tunica (The Robe), regia di Henry Koster - direttore guardaroba (1953)
- Come sposare un milionario (How to Marry a Millionaire), regia di Jean Negulesco - direttore guardaroba (1953)
- Tempeste sotto i mari (Beneath the 12-Mile Reef), regia di Robert D. Webb (1953)
- La carica dei Kyber (King of the Khyber Rifles), regia di Henry King (1953)
- La mano nell'ombra (Man in the Attic), regia di Hugo Fregonese (1953)

### 1954
- Tre ragazzi del Texas (Three Young Texans), regia di Henry Levin (1954)
- Operazione mistero (Hell and High Water), regia di Samuel Fuller (1954)
- Gente di notte (Night People), regia di Nunnally Johnson (1954)
- Il terrore delle Montagne Rocciose (Siege at Red River), regia di Rudolph Maté - direttore guardaroba (1954)
- Il principe coraggioso (Prince Valiant), regia di Henry Hathaway (1954)
- La magnifica preda (River of No Return), regia di Otto Preminger (1954)
- Tre soldi nella fontana (Three Coins in the Fountain), regia di Jean Negulesco (1954)
- Gorilla in fuga (Gorilla at Large), regia di Harmon Jones (1954)
- I gladiatori (Demetrius and the Gladiators), regia di Delmer Daves - direttore guardaroba (1954)
- Il prigioniero della miniera (Garden of Evil), regia di Henry Hathaway (1954)
- La lancia che uccide (Broken Lance), regia di Edward Dmytryk (1954)
- Sinuhe l'egiziano (The Egyptian), regia di Michael Curtiz (1954)
- Il mondo è delle donne (Woman's World), regia di Jean Negulesco (1954)
- L'amante sconosciuto (Black Widow), regia di Nunnally Johnson (1954)
- Désirée, regia di Henry Koster - costumista (1954)
- Follie dell'anno (There's No Business Like Show Business), regia di Walter Lang (1954)

### 1955
- Il principe degli attori (Prince of Players), regia di Philip Dunne (1955)
- Destino sull'asfalto (The Racers), regia di Henry Hathaway (1955)
- Carovana verso il sud (Untamed), regia di Henry King (1955)
- A Man Called Peter, regia di Henry Koster (1955)
- Sabato tragico (Violent Saturday), regia di Richard Fleischer (1955)
- Papà Gambalunga (Daddy Long Legs), regia di Jean Negulesco (1955)
- L'avventuriero di Hong Kong (Soldier of Fortune), regia di Edward Dmytryk (1955)
- Quando la moglie è in vacanza (The Seven Year Itch), regia di Billy Wilder (1955)
- La casa di bambù (House of Bamboo), regia di Samuel Fuller
- Scandalo al collegio (How to Be Very, Very Popular), regia di Nunnally Johnson - direttore guardaroba (1955)
- Il favorito della grande regina (The Virgin Queen), regia di Henry Koster - direttore guardaroba (1955)
- L'amore è una cosa meravigliosa (Love Is a Many-Splendored Thing), regia di Henry King e, non accreditato, Otto Lang - direttore guardaroba (1955)
- La mano sinistra di Dio (The Left Hand of God), regia di Edward Dmytryk - direttore guardaroba (1955)
- Le sette città d'oro (Seven Cities of Gold), regia di Robert D. Webb - direttore guardaroba (1955)
- Gli implacabili (The Tall Men), regia di Raoul Walsh - direttore guardaroba (1955)
- L'altalena di velluto rosso (The Girl in the Red Velvet Swing), regia di Richard Fleischer - direttore guardaroba (1955)
- Il treno del ritorno (The View from Pompey's Head), regia di Philip Dunne (1955)
- Buongiorno miss Dove! (Good Morning, Miss Dove), regia di Henry Koster - direttore guardaroba (1955)
- Le piogge di Ranchipur (The Rains of Ranchipur), regia di Jean Negulesco - direttore guardaroba (1955)

### 1956
- Mia moglie è di leva (The Lieutenant Wore Skirts), regia di Frank Tashlin - direttore guardaroba (1956)
- Il fondo della bottiglia (The Bottom of the Bottle), regia di Henry Hathaway - direttore guardaroba (1956)
- Carousel, regia di Henry King (1956)
- Gli eroi della stratosfera (On the Threshold of Space), regia di Robert D. Webb (1956)
- L'uomo dal vestito grigio (The Man in the Gray Flannel Suit), regia di Nunnally Johnson - direttore guardaroba (1956)
- Paura d'amare (Hilda Crane), regia di Philip Dunne - costumi (1956)
- Femmina ribelle (The Revolt of Mamie Stover), regia di Raoul Walsh (1956)
- 23 passi dal delitto (23 Paces to Baker Street), regia di Henry Hathaway (1956)
- Operazione Normandia (D-Day the Sixth of June), regia di Henry Koster (1956)
- La grande sfida (The Proud Ones), regia di Robert D. Webb (1956)
- Il re ed io (The King and I), regia di Walter Lang - direttore guardaroba (non accreditato) (1956)
- Dietro lo specchio (Bigger Than Life), regia di Nicholas Ray (1956)
- Fermata d'autobus (Bus Stop), regia di Joshua Logan (1956)
- L'ultima carovana (The Last Wagon), regia di Delmer Daves (1956)
- La felicità non si compra (The Best Things in Life Are Free), regia di Michael Curtiz - costumista (1956)
- I diavoli del Pacifico (Between Heaven and Hell), regia di Richard Fleischer (1956)
- Gioventù ribelle (Teenage Rebel), regia di Edmund Goulding - costumista (1956)
- Fratelli rivali (Love Me Tender), regia di Robert D. Webb (1956)
- Gangster cerca moglie (The Girl Can't Help It), regia di Frank Tashlin (1956)
- Io non sono una spia (Three Brave Men), regia di Philip Dunne - guardaroba (1956)

### 1957
- Sì signor generale! (Top Secret Affair), regia di H.C. Potter - costumista (1957)
- Le donne hanno sempre ragione (Oh, Men! Oh, Women!), regia di Nunnally Johnson - costumista (1957)
- Il ragazzo sul delfino (Boy on a Dolphin), regia di Jean Negulesco (1957)
- La strada dell'oro (The Way to the Gold), regia di Robert D. Webb (1957)
- La segretaria quasi privata (Desk Set), regia di Walter Lang (1957)
- Fermata per 12 ore (The Wayward Bus), regia di Victor Vicas
- Un amore splendido (An Affair to Remember), regia di Leo McCarey (1957)
- Un cappello pieno di pioggia (A Hatful of Rain), regia di Fred Zinnemann (1957)
- La donna del sogno (Bernardine), regia di Henry Levin (1957)
- La bionda esplosiva (Will Success Spoil Rock Hunter?), regia di Frank Tashlin (1957)
- Il sole sorgerà ancora (The Sun Also Rises), regia di Henry King (1957)
- La donna dai tre volti (The Three Faces of Eve), regia di Nunnally Johnson (1957)
- Quaranta pistole (Forty Guns), regia di Samuel Fuller
- Un urlo nella notte (No Down Payment), regia di Martin Ritt (1957)
- Il sole nel cuore (April Love), regia di Henry Levin (1957)
- Spionaggio a Tokyo (Stopover Tokyo), regia di Richard L. Breen (1957)
- Baciala per me (Kiss Them for Me), regia di Stanley Donen - executive wardrobe designer (1957)
- I peccatori di Peyton (Peyton Place), regia di Mark Robson (1957)
- Duello nell'Atlantico (The Enemy Below), regia di Dick Powell - executive wardrobe designer (1957)

### 1958
- Dono d'amore (The Gift of Love), regia di Jean Negulesco (1958)
- La lunga estate calda (The Long, Hot Summer), regia di Martin Ritt (1958)
- I giovani leoni (The Young Lions), regia di Edward Dmytryk (1958)
- Un pugno di polvere (Ten North Frederick), regia di Philip Dunne (1958)
- L'uomo che non voleva uccidere (From Hell to Texas), regia di Henry Hathaway (1958)
- Fräulein, regia di Henry Koster (1958)
- Bravados (The Bravados), regia di Henry King (1958)
- L'esperimento del dottor K. (The Fly), regia di Kurt Neumann (1958)
- Come svaligiare una banca (A Nice Little Bank That Should Be Robbed), regia di Henry Levin (1958)
- Un certo sorriso (A Certain Smile), regia di Jean Negulesco (1958)
- Duello a Forte Smith (The Fiend Who Walked the West), regia di Gordon Douglas (1958)
- I cacciatori (The Hunters), regia di Dick Powell (1958)
- Il barbaro e la geisha (The Barbarian and the Geisha), regia di John Huston (1958)
- In amore e in guerra (In Love and War), regia di Philip Dunne (1958)
- Martedì grasso (Mardi Gras), regia di Edmund Goulding (1958)
- Missili in giardino (Rally 'Round the Flag, Boys!), regia di Leo McCarey (1958)

### 1959
- Il molto onorevole Mr. Pennypacker (The Remarkable Mr. Pennypacker), regia di Henry Levin (1959)
- Il diario di Anna Frank (The Diary of Anne Frank), regia di George Stevens (1959)
- L'urlo e la furia (The Sound and the Fury), regia di Martin Ritt (1959)
- Frenesia del delitto (Compulsion), regia di Richard Fleischer (1959)
- Lampi nel sole (Thunder in the Sun), regia di Russell Rouse (1959)
- Ultima notte a Warlock (Warlock), regia di Edward Dmytryk (1959)
- Il re della prateria (These Thousand Hills), regia di Richard Fleischer (1959)
- Ossessione di donna (Woman Obsessed), regia di Henry Hathaway (1959)
- Dinne una per me (Say One for Me), regia di Frank Tashlin (1959)
- Vacanze per amanti (Holiday for Lovers), regia di Henry Levin (1959)
- L'uomo che capiva le donne (The Man Who Understood Women), regia di Nunnally Johnson (1959)
- L'ultima notte a Warlock (Warlock), regia di Edward Dmytryk (1959)

### Anni sessanta
- Carosello matrimoniale (The Marriage-Go-Round), regia di Walter Lang (1961)
- Anime sporche (Walk on the Wild Side), regia di Edward Dmytryk (1962)

## Bibliografia

Tre costumi di LaMaire per Come sposare un milionario